# 斯特凡·鲁滕贝克
斯特凡·鲁滕贝克（德語：Stefan Ruthenbeck，1971年4月1日—）是一位德国前足球运动员及现任足球教练，曾执教于德甲球队科隆。

## 球员生涯
鲁滕贝克自6岁起便在科隆的奥斯特海姆开始足球生涯，随后迁至凯尔彭成长。他在少年时期曾代表夸德拉特-伊岑多夫（1.FC Quadrath-Ichendorf）效力，后又代表其高中球队效力。1991年，鲁滕贝克转投身处中莱茵协会联赛的上奥森-福尔图娜。在入选了几次中莱茵U-21代表队之后，他于1993年前往巴特洪内夫，然后转投莱茵布洛尔（FV Rheinbrohl），并在那里效力至1999年，才于1999-2000赛季加盟当时身处西南高级联赛的迈恩。

## 教练生涯
在效力迈恩期间，鲁滕贝克也同时开始了其教练生涯，并自2004年起担任球员兼教练。在此之前，他曾随迈恩赢得了德国足协杯资格赛——莱茵兰杯的冠军。因此，球队得以于2004年8月参加德国杯首圈对阵德甲成员斯图加特的比赛，但以0比3败下阵来。在接下来的几年，球队由于财政状况不佳而必须不断年轻化，但鲁滕贝克却总能率队保级成功。2010年4月，鲁滕贝克顺利完成了德国足球协会于亨内斯·魏斯韦勒学院举行的为期十个月的足球教练培训课程，并与前职业球员、和托斯滕·李卜克内西等一同获颁教练证书。几周后，鲁滕贝克再次成为众人瞩目的焦点，在2009-10赛季第30轮对阵阿勒曼尼亚瓦尔达尔格斯海姆的比赛最后阶段，他授意自己的球队被对方将比分扳为3比3平局。这是由于迈恩此前以3比2取得领先入球是违反公平竞赛原则的。随后，鲁滕贝克被德国足协授予“联邦更多公平奖（Fair-ist-mehr）”。而迈恩则在赛季末以2分之差落后于EGC维尔格斯，以积分榜第17名降入莱茵兰联赛。
在执教迈恩长达11年后，鲁滕贝克加入了EGC维尔格斯，并率队在下一个赛季达到第11名。2011年夏天，他拒绝了为刚降入西部地区联赛的科布伦茨担任主教练的邀请。接下来的一个赛季，鲁滕贝克再次帮助球队改善了排名，以积分榜第10完赛。
2012年夏天，鲁滕贝克转投刚升入德乙联赛的俱乐部阿伦，担任新组建的青训中心负责人。此外，他还负责俱乐部二队的训练，该队刚降入第七级的符腾堡州级联赛。在2012-13赛季的备战期间，鲁滕贝克于2012年7月曾在一线队主持了为期三周的工作，因该队主教练因病缺席。而二队在他的直接领导下取得了成功，在接下来的赛季中曾豪取14连胜，令球队在季末得以凭借领先第二名11分的优势和94:33的得失球差直接升级。随着哈森许特尔在赛季结束后辞职，鲁滕贝克得以作为阿伦一线队的新任主教练并率队征战2013-14赛季德乙联赛。至2014-15赛季，球队在它的领导下不幸降入德丙联赛。
至2015-16赛季，鲁滕贝克转会至德乙球队格罗伊特菲尔特担任主教练，并签订了一份为期两年的合同。在2016年11月21日被解雇前，他曾取得一定的成功。其位置被匈牙利人亚诺什·拉多基所取代。
2017年7月，鲁滕贝克受聘为德甲俱乐部科隆的U-19梯队主教练。同年12月13日，随着科隆一线队在14轮比赛过后仅积3分排名垫底，原主教练彼得·斯特格遭到解职，并由鲁滕贝克担任临时主教练直至冬歇期。12月16日，鲁滕贝克率领科隆在主场以1比0击败沃尔夫斯堡，取得当季德甲的首场胜利。四天后，他获得了一份期至2018年6月30日止的合同。2018年4月12日，科隆宣布无论降级与否，鲁滕贝克于2018-19赛季都将不再担任一线队主教练，他的继任者为马库斯·安方。2018年5月14日，俱乐部又宣布鲁滕贝克自2018-19赛季起继续担任U-19梯队主教练。

## 个人生活
鲁滕贝克与来自柯尼希斯温特的第二任妻子结婚并育有三个孩子。在成为阿伦的全职教练之前，他曾在柯尼希斯温特的一家化学公司担任了17年的化学工作者。